# Manasterz (stacja kolejowa)
Manasterz – wąskotorowa stacja kolejowa Przeworskiej Kolei Dojazdowej na terenie Medyni Kańczuckiej, w gminie Kańczuga, w powiecie przeworskim, w województwie podkarpackim, w Polsce.
Została otwarta 8 lipca 1906 roku. W sezonie letnim obsługuje ruch turystyczny.